# The Fourth King
The Fourth King è un film del 2006 diretto da Michael Ekbladh e Ted Sieger. È un cortometraggio animato che è stato premiato al 5º Festival of European Animated Feature Films and TV Specials (Kecskemét Animation Film Festival) dove ha ricevuto la menzione speciale della giuria.

## Trama
I tre Re Magi si stanno recando a Betlemme per visitare il neonato Gesù bambino. La storia è incentrata su un quarto re, Mazzel, ed il suo cammello, Chamberlin.